# Los-Angeles-Klasse
Die Los-Angeles-Klasse ist eine Klasse atomgetriebener Jagd-U-Boote (SSN) der United States Navy. Mit 62 zwischen 1972 und 1992 auf Kiel gelegten Einheiten ist sie die zahlenmäßig größte Klasse von Atom-U-Booten, die bislang in Dienst gestellt wurde. Die Einheiten werden bis weit ins 21. Jahrhundert das Gros der US-amerikanischen U-Boot-Flotte ausmachen.
Der Entwurf der Los-Angeles-Klasse wurde während der Bauzeit modifiziert, so dass insgesamt drei Baulose, genannt Flights, existieren. Einheiten der Los-Angeles-Klasse dienen in jeder Flugzeugträgerkampfgruppe der US Navy als Geleitschutz, sie können jedoch auch für Angriffe auf Landziele und zur Aufklärung eingesetzt werden.

## Geschichte

### Planung

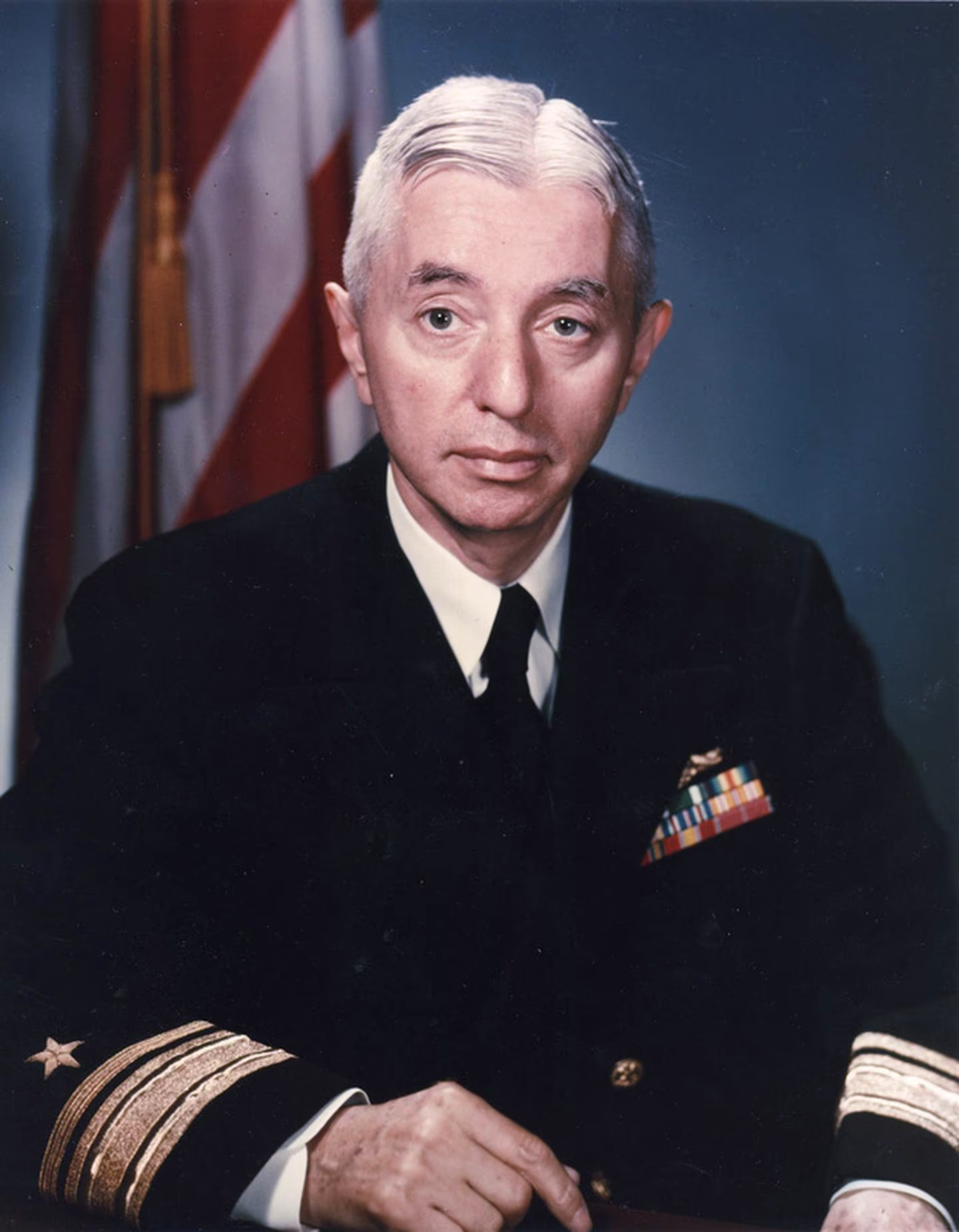
Hyman Rickover (1955)

Ende der 1960er Jahre wurde in der US Navy der Ruf nach einem Nachfolger für die Sturgeon-Klasse laut. Es gab jedoch früh Streit über die Ausrichtung der neuen Klasse. Das Marine-Oberkommando hatte vom Naval Sea Systems Command (NAVSEA) einen Entwurf bekommen, der unter dem Namen Conform bekannt war. Dieser stellte eine geringe Geräuschentwicklung und hohen Komfort für die Besatzung in den Mittelpunkt. Admiral Hyman Rickover, der sogenannte Vater der Nuklearmarine, favorisierte dagegen einen eigenen Entwurf, der vor allem auf hohe Geschwindigkeit setzte. Diese U-Boote sollten nach Rickovers Vorstellungen in der Lage sein, mit den nuklear getriebenen Flugzeugträgern mitzuhalten, um diese direkt zu unterstützen. Dafür wären Geschwindigkeiten von bis zu 35 Knoten notwendig gewesen, was beim NAVSEA auf wenig Verständnis stieß.
Die Entscheidung zugunsten des Rickover-Entwurfs wurde schließlich aufgrund eines Ereignisses von Anfang des Jahres 1969 gefällt: Die Enterprise war zu diesem Zeitpunkt auf dem Weg zu einem Einsatz in Vietnam, als der Marinegeheimdienst erfuhr, dass ein sowjetisches U-Boot der November-Klasse aus seinem Hafen auf der Halbinsel Kamtschatka ausgelaufen war, um die Big E (Spitzname der Enterprise) abzufangen. Das Oberkommando der Navy ordnete an, dass der Träger und seine Kampfgruppe dem feindlichen U-Boot mit hoher Geschwindigkeit davonfahren solle. Weil das gegnerische U-Boot mithielt und das Absetzen auch bei Geschwindigkeiten von über 30 Knoten nicht gelang, brach die Enterprise die Hochgeschwindigkeitsfahrt ab. Dieser Vorfall machte dem Oberkommando der Navy klar, dass die Sowjetunion bereits sehr schnelle U-Boote besaß, und daher fiel die Entscheidung für die von Admiral Rickover geforderte Klasse schneller Jagd-U-Boote.
Die Navy verlangte von Rickover, die Finanzierung von zwölf dieser Boote im US-Kongress durchzusetzen. Zu diesem Zweck brach Rickover mit der alten Marinetradition, U-Boote nach Meerestieren zu benennen, und beeinflusste zwölf Kongressabgeordnete in ihrer Entscheidung, indem er ihnen vorschlug, die Boote nach ihren Heimatstädten zu benennen. Der Legende nach überzeugte er sie mit den Worten “Fish don’t vote”, zu deutsch „Fische wählen nicht“.

### Bau

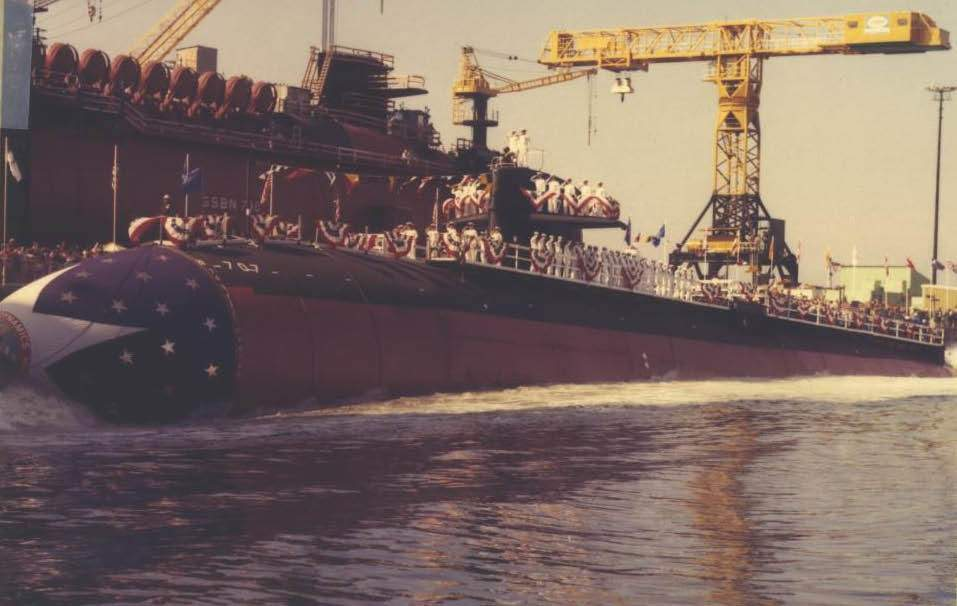
Stapellauf der Portsmouth

Die Boote unterschieden sich allerdings vom ursprünglichen Konzept Rickovers, da der vorgesehene S6G-Druckwasserreaktor zu schwer für dessen Entwurf wurde. Um dies auszugleichen, wurde die Materialstärke des Rumpfes verringert, was die maximale Tauchtiefe auf etwa 1000 Fuß (etwa 300 Meter) reduzierte. Außerdem wurde Platz für die Besatzung gestrichen, sodass mehr Seeleute das Prinzip der warmen Koje (englisch: hot bunking) praktizieren mussten, also das Teilen einer Koje mit einem Kameraden, wobei je einer schläft und einer Wache hat.
Der Auftrag über die ersten zwölf Boote der Klasse ging an die Werft Electric Boat, ein Tochterunternehmen von General Dynamics in Groton, Connecticut. Die Kostenkalkulation von Electric Boat basierte auf Folgeaufträgen, um die Entwicklungskosten zu amortisieren. Diese blieben jedoch aus, vor allem, da die Schweißnähte an einigen Booten nicht den Vorgaben der Navy entsprachen und demzufolge in erheblichem Umfang nachgebessert werden mussten. Diese Mängel führten unter anderem dazu, dass fünf der ersten zwölf Los-Angeles-Einheiten bei Newport News Shipbuilding in Newport News, Virginia gebaut wurden. Die Navy entzog Electric Boat den Exklusivvertrag, musste allerdings große Teile der angefallenen Kosten selbst bezahlen. Von den restlichen 19 Booten, die bis 1977 gefertigt wurden, sind dennoch elf bei Electric Boat gebaut worden, nachdem das Unternehmen seine technischen Probleme zwischenzeitlich in den Griff bekommen hatte. Die anderen acht Einheiten wurden von Newport News Shipbuilding auf Kiel gelegt und gefertigt. Damit war das Bauprogramm vorerst abgeschlossen.
Als Ronald Reagan 1980 sein Programm Marine der 600 Schiffe vorstellte, war in diesem ein neues Bauvorhaben für weitere Einheiten der Los-Angeles-Klasse enthalten. Es wurde eine verbesserte Version, genannt Flight II, in Auftrag gegeben. Diese erhielten zusätzliche vertikale Startrohre für Marschflugkörper. In einer dritten Modifikationsstufe ab 1985 (Flight III, die sogenannten 688(I) für improved, zu deutsch: verbessert) wurden nochmals 23 Einheiten gefertigt, die neben einem verbesserten Reaktor auch eine günstigere Anordnung der Tiefenruder erhielten.
Während die ersten beiden Baulose noch traditionell gebaut wurden, wurde ab der Scranton ein Modulbauverfahren angewendet, bei dem die einzelnen Bauabschnitte schon einen großen Teil ihrer Innenausrüstung erhielten und danach zusammengeschweißt wurden. Aus diesem Grund gab es beginnend mit SSN-756 die klassische Kiellegung nicht mehr – diese Boote liefen nicht mehr in der klassischen Weise vom Stapel, stattdessen wurde das Baudock geflutet und das Boot ausgeschwommen.

### Einheiten
Die erste Einheit der Klasse, die ihr auch den Namen gab, war die Los Angeles. Sie wurde im Januar 1971 bestellt und im November 1976 an die Marine ausgeliefert. Die letzte Einheit der Klasse, die Cheyenne, wurde im November 1989 bestellt und ist seit 1996 in Dienst. Insgesamt wurden 62 Einheiten gefertigt.
Als erste wurde Anfang 1995 die Baton Rouge außer Dienst gestellt, bis 2023 folgten weitere 31 Einheiten.
Die Rumpfnummern der Boote laufen von SSN-688 bis SSN-725 und SSN-750 bis SSN-773. Dazwischen liegen auf SSBN-726 bis SSBN-743 die 14 SSBN- und 4 SSGN-U-Boote der Ohio-Klasse, die Nummern 744 bis 749 wurden nicht vergeben.
Alle Einheiten wurden nach Städten der Vereinigten Staaten benannt; lediglich SSN-709 wurde Hyman G. Rickover getauft, um den Initiator dieser U-Boot-Klasse zu ehren.

### Kosten
Der Bau einer Einheit kostet, den Geldwert von 1990 zugrunde gelegt, rund 900 Mio. US-Dollar. Die Betriebskosten für ein Boot liegen laut Navy Visibility and Management of Operating and Support Costs bei etwa 21 Mio. US-Dollar jährlich. Allerdings müssen die erheblichen Kosten für den Austausch der nuklearen Brennelemente des Reaktors bei Flight I-Einheiten ungefähr alle 15 bis 20 Jahre berücksichtigt werden. Auch aus diesem Grund wurden einige der frühen Boote der Los-Angeles-Klasse bereits nach dieser Zeitspanne außer Dienst gestellt. Die Kosten für eine Grundüberholung mit Brennelementwechsel liegen bei rund 406 Mio. US-Dollar. Die Ersparnis gegenüber dieser Engineered Refueling Overhaul liegt bei knapp 210 Mio. US-Dollar, da die Außerdienststellungkosten mit zirka 196 Mio. US-Dollar zu Buche schlagen.

### Zukunft
Im Jahre 1995 wurde die erste Einheit der Klasse außer Dienst gestellt, weitere Einheiten des Flight I folgten. Es ist zu erwarten, dass die modifizierten Boote des Flight II und 688(I) bis weit ins 21. Jahrhundert hinein im Dienst verbleiben. Ursprünglich waren 30 Jahre Dienstzeit vorgesehen, allerdings zeigen Erfahrungen mit Booten der Sturgeon-Klasse, dass Dienstzeitverlängerungen um bis zu zehn Jahre möglich und realistisch sind. Zusammen mit einer Werftliegezeit von etwa zwei Jahren für die notwendigen Arbeiten sind somit Gesamteinsatzzeiten von 42 Jahren realisierbar.
Der direkte Nachfolger der Los-Angeles-Klasse, die Seawolf-Klasse, besteht aus lediglich drei Einheiten, da ein Weiterbau dieser Klasse nicht zuletzt aufgrund der enormen Stückkosten nicht zu finanzieren war. Von der neuesten Klasse von Jagd-U-Booten, der Virginia-Klasse, sind im Jahre 2012 erst neun Einheiten in Dienst gestellt. Es ist geplant, diese Zahl bis 2020 auf 30 zu steigern. Aufgrund der hohen Kosten beider Modelle – um zwei Mrd. US-Dollar pro Einheit – ist jedoch eine Reduzierung des Bauprogramms nicht auszuschließen.
Aus diesen Gründen kann davon ausgegangen werden, dass die Los-Angeles-Klasse bis etwa 2025 den größten Teil der U-Boot-Flotte der US Navy stellen wird.

## Technik
Die Einheiten der Los-Angeles-Klasse sind atombetriebene Unterseeboote, die für Geleitschutz, U-Boot-Jagd, Angriffe gegen Landziele mit konventionellen Marschflugkörpern, SEAL-Kommandounternehmen und Aufklärungszwecke eingesetzt werden. Angetrieben werden sie von einem Druckwasser-Kernreaktor, der eine einzelne Schraube am Heck antreibt.

### Rumpf

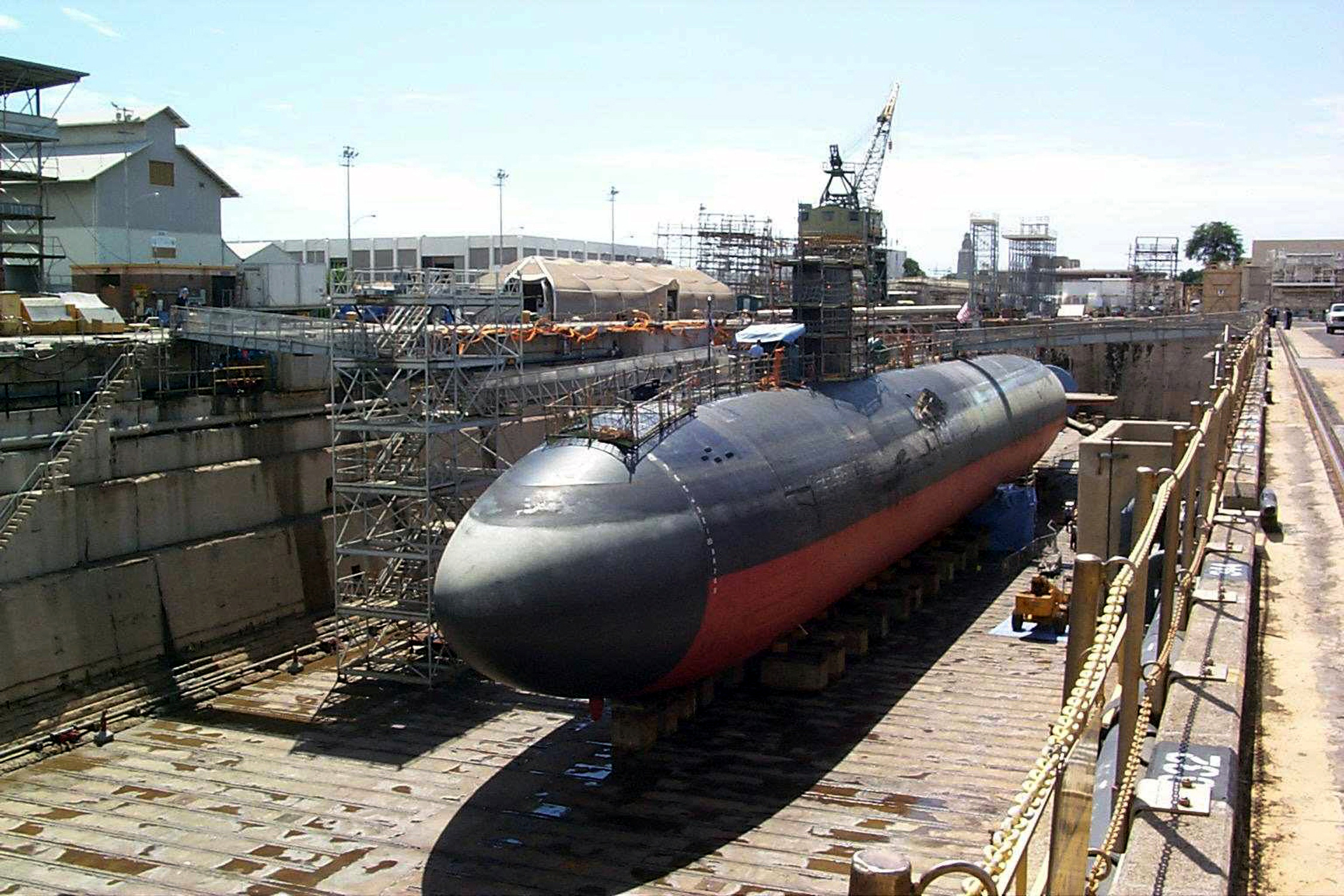
Greeneville im Trockendock

Der Rumpf der Boote der Los-Angeles-Klasse ist bei einer Breite von 10 Metern etwa 110 Meter lang. Er besteht aus einer zylindrischen Röhre, die am Bug mit einem halbrunden Deckel abgeschlossen ist und zum Heck konisch verjüngend ausläuft. Diese Bauweise hat im Vergleich zu einem Albacore-Rumpf geringe Nachteile für die Manövrierfähigkeit, ist jedoch erheblich leichter zu bauen und ermöglicht höhere Geschwindigkeit durch einen geringeren Strömungswiderstand. Um möglichst wenig Wasserwiderstand zu bieten, verfügt das Boot über einen relativ kleinen und schmalen Turm, und das Deck ist nahezu frei von hervorstehenden Teilen. Unverzichtbare Einrichtungen, wie die Poller zum Festmachen der Leinen im Hafen, sind einziehbar. Insgesamt bietet diese Bauweise verringerten Wasserwiderstand und eine sehr gute Geräuschdämmung.

#### Druckkörper
Der Druckkörper besteht aus hochelastischem HY-80-Stahl mit einer garantierten Streckgrenze (Yield strength) von 80.000 psi (Pfund pro Quadratzoll). Dies ist die Belastungsgrenze von Werkstoffen, bis zu der keine bleibende Verformung auftritt und entspricht einem Druck von etwa 5516 bar. Ein weiterer Vorteil dieses vorwiegend im Schiffbau verwendeten Stahls ist seine gute Schweißbarkeit.
Die vorderen Tiefenruder waren bei Flight I und Flight II aufgrund der besseren hydrodynamischen Wirkung noch am Turm angebracht. Da der Einsatzraum im Nordpolargebiet immer größere Bedeutung erhielt, wurden sie – beginnend mit den Booten von Flight III – an den vorderen Rumpf verlegt, um ein Auftauchen durch arktisches Eis hindurch zu erleichtern.
Die Hauptballasttanks liegen am vordersten Ende des Bugs sowie am hintersten Ende des Hecks. Zwischen ihnen sind kleinere Trimmtanks angeordnet, um den Schwebezustand unter Wasser präzise steuern zu können. Die größeren Ballasttanks liegen außerhalb der Druckhülle.
Der gesamte Rumpf ist seit Flight II standardmäßig mit schallabsorbierenden Kacheln versehen. Dieser schaumstoffartige Belag absorbiert von außen auftreffende Sonarwellen, anstatt sie zum Sender zurückzulenken, und erschwert damit die feindliche Aufklärung. Außerdem übt die weiche Struktur dieser Kacheln eine dämpfende Wirkung auf die Übertragung von Eigengeräuschen des Bootes in das umgebende Wasser aus. Die älteren Einheiten des Flight I wurden mit diesen Kacheln nachgerüstet.

#### Innenaufteilung

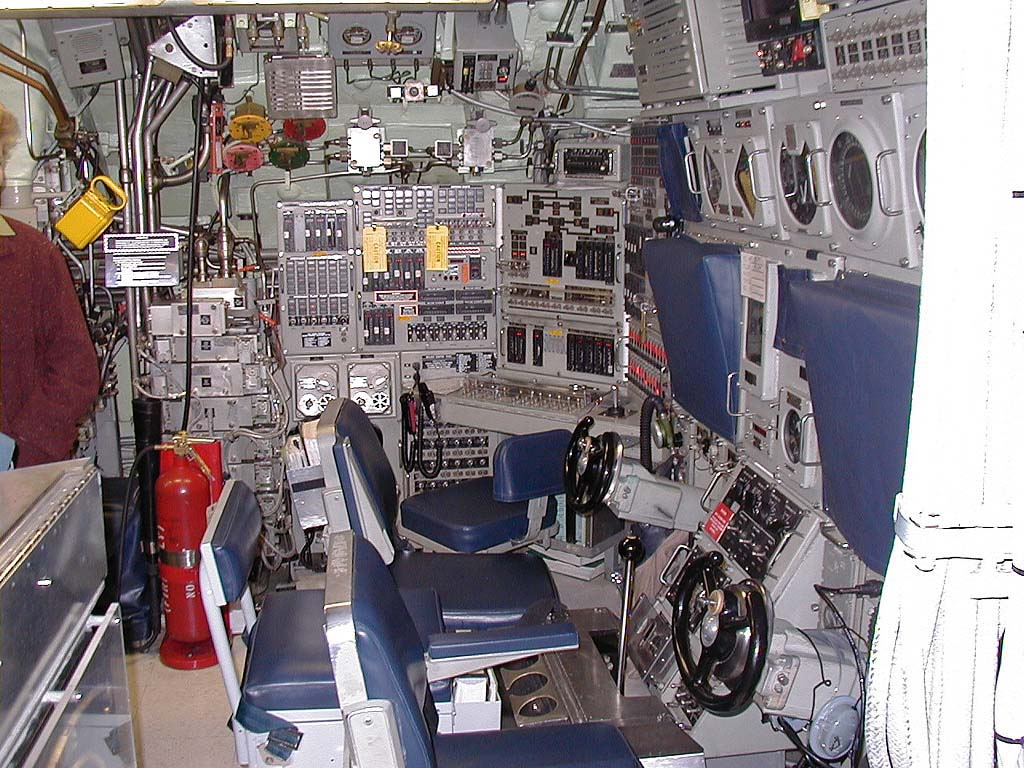
Die Steuerruder der Pasadena

Die Boote der Los-Angeles-Klasse gliedern sich in zwei Abteilungen, die durch wasserdichte Schotten voneinander getrennt sind. Der achtere Teil ist dabei etwas länger als der vordere.
Der vordere Teil des Bootes besteht aus drei Decks. Im unteren Deck befindet sich der Torpedoraum, in dem sich die Torpedorohre und deren Bedieneinrichtungen befinden. Die Torpedos sind bis zum Laden der Rohre in Gestellen an den Wänden gestapelt. Das mittlere Deck beherbergt die Unterkünfte sowie Aufenthaltsräume für die Besatzung. Weiterhin liegen dort die Unteroffiziermesse (auch Ziegenstall genannt), die Offiziermesse sowie die Schiffsküche.
Das obere Deck nehmen die Kontrollräume ein. Zu diesen gehören neben der Steuerzentrale (dem Conn oder Control room), in dem der Wachoffizier Aufsicht führt und der die Einrichtungen und Bedienplätze für die Steuerung, die Navigation sowie Waffenkontrolle enthält, auch die Sonarzentrale und die Funkräume.
Etwas mehr als die hintere Hälfte des Rumpfes wird vom Reaktor und den Antriebsanlagen eingenommen. Der Reaktor liegt aufgrund seines hohen Gewichts genau in der Mitte des Bootes, wodurch die Trimmung erleichtert wird. Weiter achteraus befinden sich die Turbinen, das Getriebe, der Leitstand für die Reaktorsteuerung, ein kerntechnisches Labor und die achteren Tauchzellen.

### Antrieb
Die Boote der Los-Angeles-Klasse beziehen ihre Hauptenergie aus einem Druckwasserreaktor vom Typ S6G (S für Submarine, 6 für die Generation, G kennzeichnet den Hersteller, General Electric). Der von diesem Reaktor erzeugte Hochdruckdampf wird auf zwei Dampfturbinen geleitet, die über ein Untersetzungsgetriebe die einzelne Welle antreiben. Sämtliche Maschinen und Aggregate sind auf sogenannten Flößen gelagert, die Schwingungen abfedern und damit verhindern, dass sich die Vibrationen durch die Hülle ins Wasser übertragen. Der Propeller besitzt sieben sichelförmige Blätter und ist aus Bronze gefertigt. Weitere kleinere Turbinen dienen der Stromversorgung.
In den Reaktoren des Flight I und des Flight II arbeitet ein Kern vom Typ D1G-2 mit 148 Megawatt, in denen des Flight III vom Typ D2W mit 165 Megawatt Leistung. Der ältere Typ liefert 22.000 kW (29.500 PS) Antriebsleistung auf die Welle, der neuere D2W zirka 24.300 kW (32.500 PS). Bei Überholungen älterer Einheiten wird der Reaktorkern jeweils durch das neuere Modell ersetzt. Dies ist erforderlich, damit die Schiffe ihre Maximalgeschwindigkeit nach der Ausrüstung mit den echolosen Kacheln halten können, da diese den Strömungswiderstand erhöhen. Eine Reaktorfüllung reicht für 15 bis 20 Jahre.
Als Hilfsantrieb gibt es auf jedem Boot einen Notdieselmotor vom Typ 38D8Q, hergestellt von Fairbanks, Morse and Company, der bei einem Ausfall des Kernreaktors oder des Antriebsstrangs einen ausfahrbaren Außenbordmotor betreiben kann. Er kann hierbei zusätzlich zum Laden der im Bug befindlichen Batterien eingesetzt werden. Mit diesem Aggregat können auch die großen Batteriebänke unter dem Torpedoraum aufgeladen werden, mit denen der energieintensive Neustart des Reaktors durchgeführt werden kann.

### Elektronik

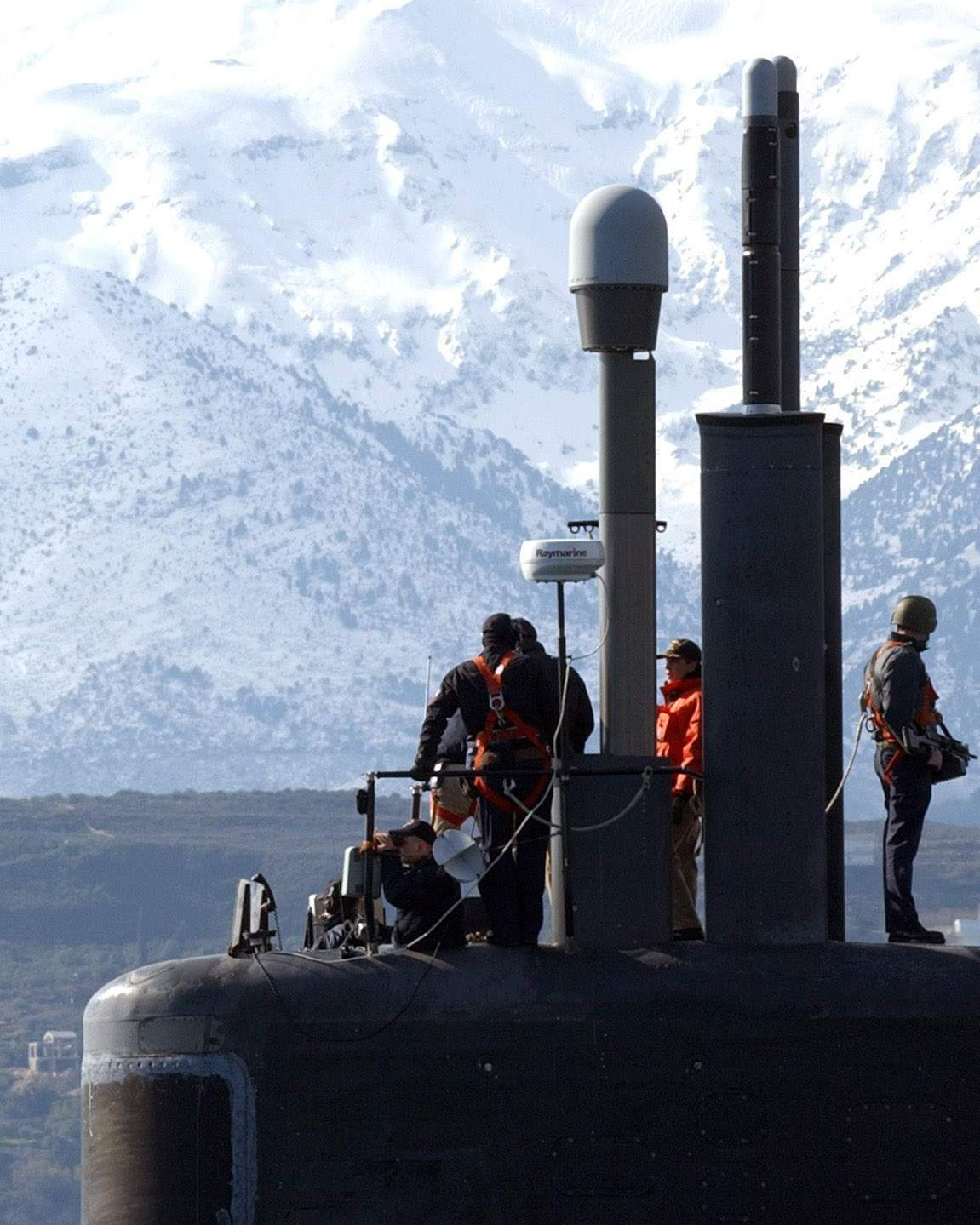
Der Turm der Annapolis: Links unten, direkt hinter der Brücke ist ein Radartransponder sichtbar, dahinter eine Kommunikationsantenne und beide Periskope. Links am Turm befindet sich die Kommandobrücke, darunter das Fenster für das Hochfrequenzsonar MIDAS.

#### Kommunikationssysteme
An Bord eines U-Bootes der Los-Angeles-Klasse befinden sich Systeme zum Funken auf zahlreichen Frequenzbändern. Als einziges Band, das auch während des Tauchens unterhalb der Periskoptiefe von 60 Fuß (etwas mehr als 18 Meter) genutzt werden kann, steht ELF zur Verfügung, das mit etwa 80 Hz empfangen wird. Als Sender dient hierbei das Transmittersystem „Sanguine“, das auf dem US-amerikanischen Festland in den Bundesstaaten Wisconsin und Michigan in der Nähe der Großen Seen betrieben wird.
Da bei ELF nur extrem geringe Datendurchsätze möglich sind (wenige Zeichen pro Minute), werden hierüber nur standardisierte Codegruppen an die U-Boote gesendet; für weitere Kommunikation muss sich das U-Boot auf Periskoptiefe begeben. Ähnlich verhält es sich mit Längstwelle (VLF, unter 30 kHz), die allerdings nur etwa 30 Meter tief ins Wasser eindringen kann. Auf beiden Bändern kann das U-Boot nur empfangen, da zum Senden sehr große Antennen benötigt werden. Das U-Boot muss eine Schleppdrahtantenne ausfahren, um die Frequenzbänder abhören zu können. Dadurch ist es allerdings in seiner Manövrierfähigkeit eingeschränkt, da bei schneller und enger Kurvenfahrt sowie im Rückwärtsfahrbetrieb die Antenne sehr leicht bricht.
In Periskoptiefe kann das U-Boot mittels ausfahrbarer Antennen, die die Wasseroberfläche durchbrechen, auf zahlreichen Frequenzen (außer ELF und VLF) funken. Diese Methode wird vor allem für die Kommunikation zwischen nahe beieinander positionierten Schiffen eingesetzt. Für die taktische Kommunikation mit der Heimatbasis und dem Einsatzkommando werden für gewöhnlich UHF-Verbindungen via Nachrichtensatelliten über das  Navy Ultra High Frequency Satellite Communications System (UHF SATCOM) (deutsch: Satellitenkommunikationssystem der Marine auf ultrahoher Frequenz) verwendet. Für U-Boote wird hierbei das Submarine Satellite Information Exchange Sub-System (SSIXS) (auf Deutsch etwa: Untersystem für Satelliten-Informationsaustausch mit Unterseebooten) verwendet.
Zwei getauchte U-Boote können über geringe Distanz auch mittels des Gertrude-Systems in Verbindung treten. Hierbei werden Schallwellen mit einem sogenannten Transducer wie mit einem Lautsprecher ins Wasser abgegeben, die das zweite Boot mit seiner Sonareinrichtung auffängt und in Sprache umwandelt. Hierdurch ist eine brauchbare Sprechverbindung möglich, die allerdings unter Umständen von nahebei positionierten gegnerischen Schiffen und U-Booten aufgefasst werden kann.
Als weitere Möglichkeit kann ein U-Boot einen Einweg-Transmitter (SLOT = Submarine Launched One-way Transmitter) aus einer Dreizollschleuse am Bug ausstoßen. Diese Boje steigt zur Oberfläche und sendet eine vorher gespeicherte Nachricht an einen Satelliten.

#### Sonarsysteme
Das wichtigste Ortungssystem für ein U-Boot ist sein Sonar. Es ist die einzige Möglichkeit, im getauchten Zustand andere Schiffe, U-Boote und sogar niedrig fliegende Flugzeuge auszumachen. Auch andere Schallquellen, wie zum Beispiel Torpedos, Täuschkörper, aber auch Fischschwärme und Wale können hiermit geortet werden.
Zur akustischen Erfassung von Überwasser- und Unterwasserzielen verfügen die U-Boote der Los-Angeles-Klasse über ein Niederfrequenz-Bug-Sonarsystem vom Typ BQQ-E des Herstellers IBM. Die älteren Einheiten des Flight I waren zu Beginn mit dem System BQQ-5D ausgerüstet; inzwischen dürften alle noch in Dienst stehenden Einheiten auf das modernere E-Modell nachgerüstet sein. Das System besteht aus einem kugelförmigen Gehäuse (dem sogenannten Sonar Dome) mit einem Durchmesser von 4,5 m im Bug des U-Bootes. Im aktiven Modus strahlt es kurze Impulse (sogenannte Pings) von etwa 75 kW akustischer Leistung ab. Im passiven Modus wird keine Leistung abgestrahlt, sondern nur nach Geräuschen im Wasser gehorcht. Zusätzlich gibt es rund um das Schiff Lateralsensoren, die vor allem in niedrigen Frequenzbereichen lauschen.
Als sehr effektiv hat sich die Verwendung eines passiven Schleppsonars erwiesen, von dem jedes Boot zwei an Bord hat. Dieses ist als Kabel mit einer Kette von Hydrophonen (Schallwandlern) aufgebaut, das abgespult und in einer gewissen Entfernung hinter dem U-Boot hergeschleppt wird. Durch die vom Heck des U-Boots entfernte Platzierung der Hydrophone wird die Störung des Sonarbildes durch Eigengeräusche des Schiffes stark minimiert und der tote Winkel des Bug-Sonars nach hinten ausgeglichen. Das ältere der verwendeten Systeme ist das TB-16D, das im Bug aufgetrommelt ist und an einer Schiene in einem wulstförmigen Kanal am Bootskörper entlang abgespult wird, wo es am Heckstabilisator an Steuerbord austritt. Bei einer Gesamtlänge von rund 780 Metern sind die letzten 72 Meter mit Hydrophonen versehen. Das modernere TB-23 kann noch weiter ausgefahren werden, Hydrophone sind über die letzten 290 Meter verteilt. Es tritt am Backbordstabilisator aus und benötigt keinen Führungskanal am Rumpf, da sich die Spule im Heck befindet. Seit 2001 werden die Schiffe auf das modernste System TB-29 umgerüstet, das noch leistungsfähiger ist.
Am Turm – zum Bug gerichtet – befindet sich ein Hochfrequenzsonar MIDAS (Mine Detection & Avoidance System/Sonar), das kleine Objekte wie Seeminen erfassen kann und für die Navigation in Eisfeldern eingesetzt wird.

#### Funkmess- und Radarsysteme
Das wichtigste passive Erfassungssystem für elektromagnetische Strahlung ist das WLR-8 (V), ein Signalempfänger an einem ausfahrbaren Mast, der auf Periskoptiefe eingesetzt wird. Dieses Gerät ist in der Lage, Funk- und Radarsignale in einem weiten Frequenzspektrum aufzufangen und damit gegnerische Einheiten auch jenseits der Reichweite des Sonars aufzuspüren.
Die Einheiten der Los-Angeles-Klasse sind mit einem ausfahrbaren AN/BPS-15-Navigationsradar ausgerüstet, das nur bei Überwasserfahrten als Navigationshilfe, zum Beispiel bei Hafeneinfahrten und Fahrten in engen Wasserstraßen, eingesetzt wird.

#### Periskope
Das einzige visuelle Erfassungssystem ist das Periskop. Jedes U-Boot ist mit zweien dieser Systeme ausgerüstet, einem sogenannten Angriffsperiskop und einem Suchperiskop. Das Angriffsperiskop besitzt einen kleineren Kopf, wodurch es weniger Radarrückstrahlfläche bietet und durch den Gegner schlechter auszumachen ist. Der Bildwinkel und die Bildqualität sind allerdings eingeschränkt. Für den Rundumblick und für längere Beobachtungen steht das Suchperiskop zur Verfügung. Es hat eine größere Bauform und bietet neben der besseren Bildqualität einen breiteren Bildausschnitt; allerdings ist es durch seine Größe leichter von gegnerischen Schiffen auszumachen. Die Periskope bieten sowohl Vergrößerungsmöglichkeit als auch einen Nachtsichtmodus über Restlichtverstärker und die Möglichkeit, Fotoaufnahmen des Blickfelds zu erstellen.

#### Gefechtssystem
Die Einheiten des letzten Bauloses vom Typ 688(I) verfügen über das voll integrierte U-Boot-Gefechtsführungssystem BSY-1 (im Slang der Navy ausgesprochen busy one, zu deutsch etwa: das Tüchtige), das alle Ortungs- und Waffensysteme an Bord miteinander vernetzt. Dies reduziert vor allem die Zeit, die benötigt wird, um einen Torpedo auf ein Ziel einzustellen und abzufeuern.

### Bewaffnung
Die Bewaffnung der U-Boote der Los-Angeles-Klasse besteht aus vier Torpedorohren, die im Bug hinter dem Sonardom nach außenbords gewinkelt eingebaut sind. Diese Rohre haben einen Durchmesser von 533 Millimetern (21 Zoll). Die Torpedos werden mittels Druckluft aus diesen Rohren ausgestoßen. Abgefeuert werden können Torpedos vom Typ Mark 48 ADCAP mit einer Reichweite von 35 Kilometern (geschätzt – etwa 19 Seemeilen), Seezielflugkörper vom Typ UGM-84F Sub-Harpoon (Reichweite etwa 125 km / etwa 67,5 NM) sowie konventionelle Marschflugkörper vom Typ UGM-109 Tomahawk, die über 1000 km (> 540 NM) entfernte Ziele angreifen können. Weiterhin sind die U-Boote zur Verlegung von Seeminen einsetzbar. Hierfür können zwei Minentypen eingesetzt werden: der Typ Mark 60 CAPTOR und der Typ Mark 67 Submarine Launched Mobile Mine (SLMM). Der SLMM ist eine Mine auf Basis des Mark 37-Torpedos, der ferngesteuert seinen zuvor einprogrammierten Ablagepunkt erreicht und ferngeschärft wird. Insgesamt können 24 der eben beschriebenen Einsatzwaffen nachgeladen werden.
Während des Kalten Kriegs bis 1989 war außerdem die UUM-44 Subroc in Gebrauch, eine durch das Torpedorohr ausgestoßene und mit einem Raketentriebwerk versehene nukleare Wasserbombe, die einen 250-kT-Sprengkopf auf einer ballistischen Flugbahn bis zu 30 Kilometer weit verschießen konnte.
Damit die U-Boote der Klasse Geschwindigkeiten von über 30 Knoten erreichen konnten, musste als Kompromiss die Anzahl der Torpedorohre auf vier beschränkt werden. Diese Konstruktionsentscheidung wurde stark kritisiert, da ein Angriff auf größere Verbände so nur schwer möglich ist, vor allem, weil die Torpedos drahtgelenkt sind und das Rohr erst nach einem Treffer der Waffe nachgeladen werden kann, ohne die Torpedolenkmöglichkeit zu verlieren.
Auf den Booten ab der Modifikationsstufe Flight II ist am Bug, direkt hinter dem Sonardom, zusätzlich ein Vertical Launching System (VLS) installiert. Aus diesen zwölf senkrecht eingebauten Rohren, die außerhalb der Druckkörpers liegen, können konventionelle Marschflugkörper vom Typ Tomahawk für Angriffe gegen Landziele (TLAM) gestartet werden. Die einzelnen VLS-Rohre können auf See nicht nachgeladen werden. Bei der Konstruktion der U-Boot-Klasse wurde bereits Platz für ein solches System eingeplant. Das Einsatzspektrum und die Feuerkraft der Flight III-Boote gegen Landziele wurden durch dieses System erheblich gegenüber den früheren Baulosen erweitert.

## Besatzung

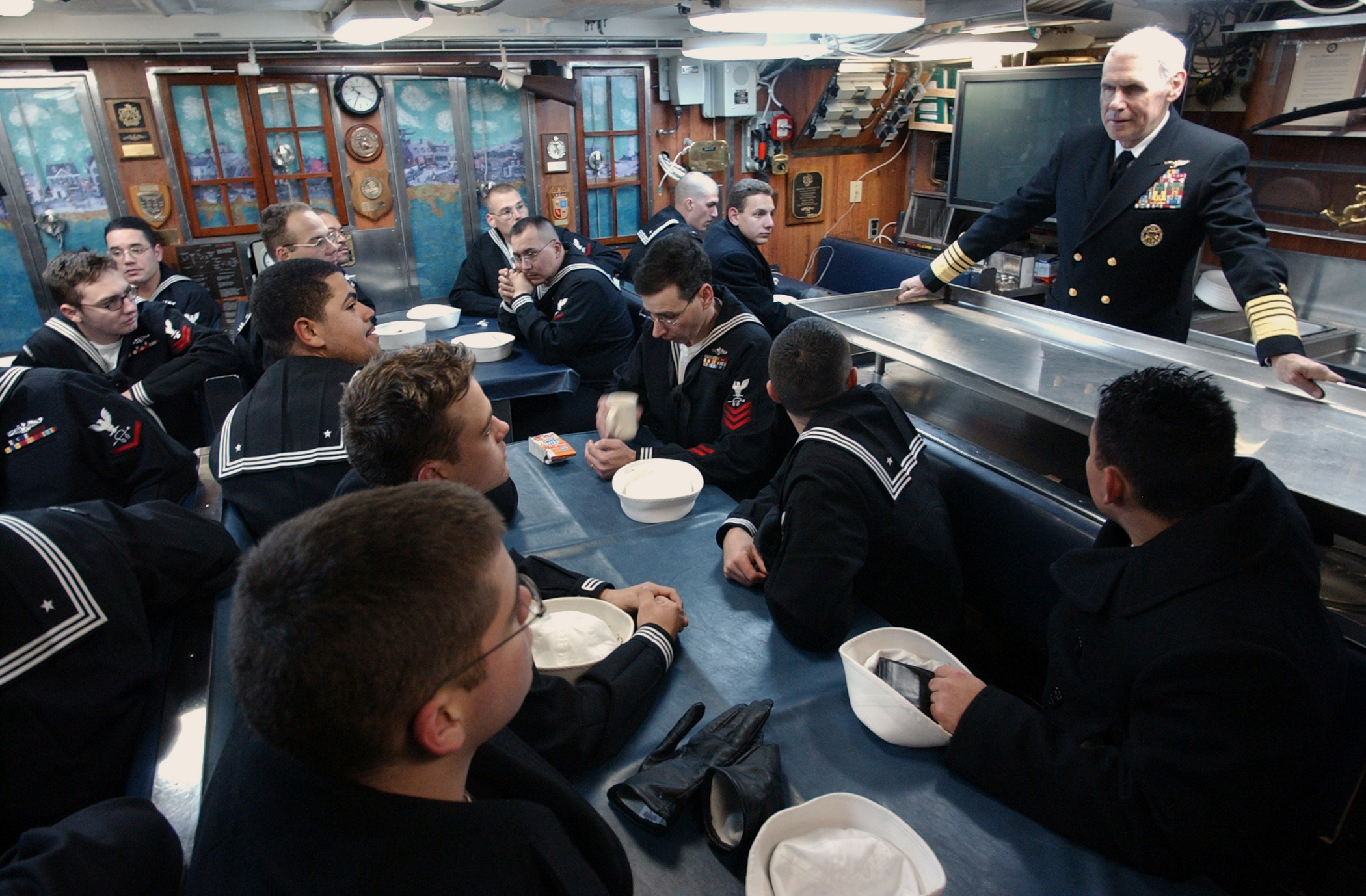
Messe der Springfield

An Bord der Boote der Los-Angeles-Klasse dienen 13 Offiziere sowie 116 Unteroffiziere und Mannschaften. Eine Einsatzfahrt dauert im Regelfall sechs Monate. Eine einzelne Wachschicht an Bord dauert sechs Stunden; die an Bord geltende Zeitzone ist Zulu-Zeit (GMT oder UTC), da die Mannschaft unabhängig von Tages- oder Nachtzeiten ihren Dienst verrichtet.
Auf dem mittleren Deck der vorderen Sektion sind sowohl Schlaf- als auch Aufenthaltsräume nach Mannschaften sowie Unteroffizieren und Offizieren getrennt. Die drei Messen (wiederum getrennt nach Dienstgradgruppen) dienen als Speisesaal, Aufenthaltsraum mit Fernseher mit Stellplätzen für Getränke- und Verkaufsautomaten. Die Bordküche serviert zu jeder Wachablösung warme Mahlzeiten, die auf längeren Patrouillenfahrten aus tiefgekühlter und getrockneter Nahrung zubereitet werden. Für kürzere Missionen können in einem der beiden Kühlräume frische Nahrungsmitteln mitgeführt werden.
Ein Schlafplatz besteht aus drei übereinander angeordneten Kojen mit den Maßen 183 × 91 bei einer Höhe von 61 (alle Maße in Zentimeter), der vom Gang durch einen Vorhang abgeschirmt wird. Jedes Besatzungsmitglied hat eine kleine Kiste, in der persönliche Gegenstände verstaut werden können. Etwa 40 % der Mannschaftsdienstgrade teilen sich eine Koje. Geschlafen wird abwechselnd je nach abzuleistender Schicht. Dies wird im Marinejargon als hot bunking (zu deutsch: „warme Koje“) bezeichnet. Die dienstgradhöheren Unteroffiziere und Offiziere schlafen in ähnlichen Bereichen, haben allerdings jeweils eigene Kojen zur Verfügung.
Der Kommandant verfügt als einziges Mitglied der Besatzung über eine Kabine. Diese ist etwa 3 × 2,5 Meter groß und enthält neben einem Bett und einer Nasszelle mit Toilette einen Schreibtisch mit Tresor für Geheimdokumente. Außerdem installiert ist ein Multifunktions-Bildschirm, mit dem er jederzeit Zugriff auf alle Informationen des Bootes wie Geschwindigkeit, Kurs, Tiefe und die taktische Situation hat.

## Einsatzprofil

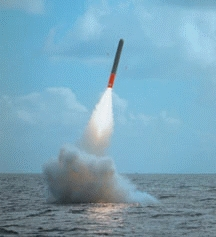
Eine Tomahawk durchbricht die Wasseroberfläche

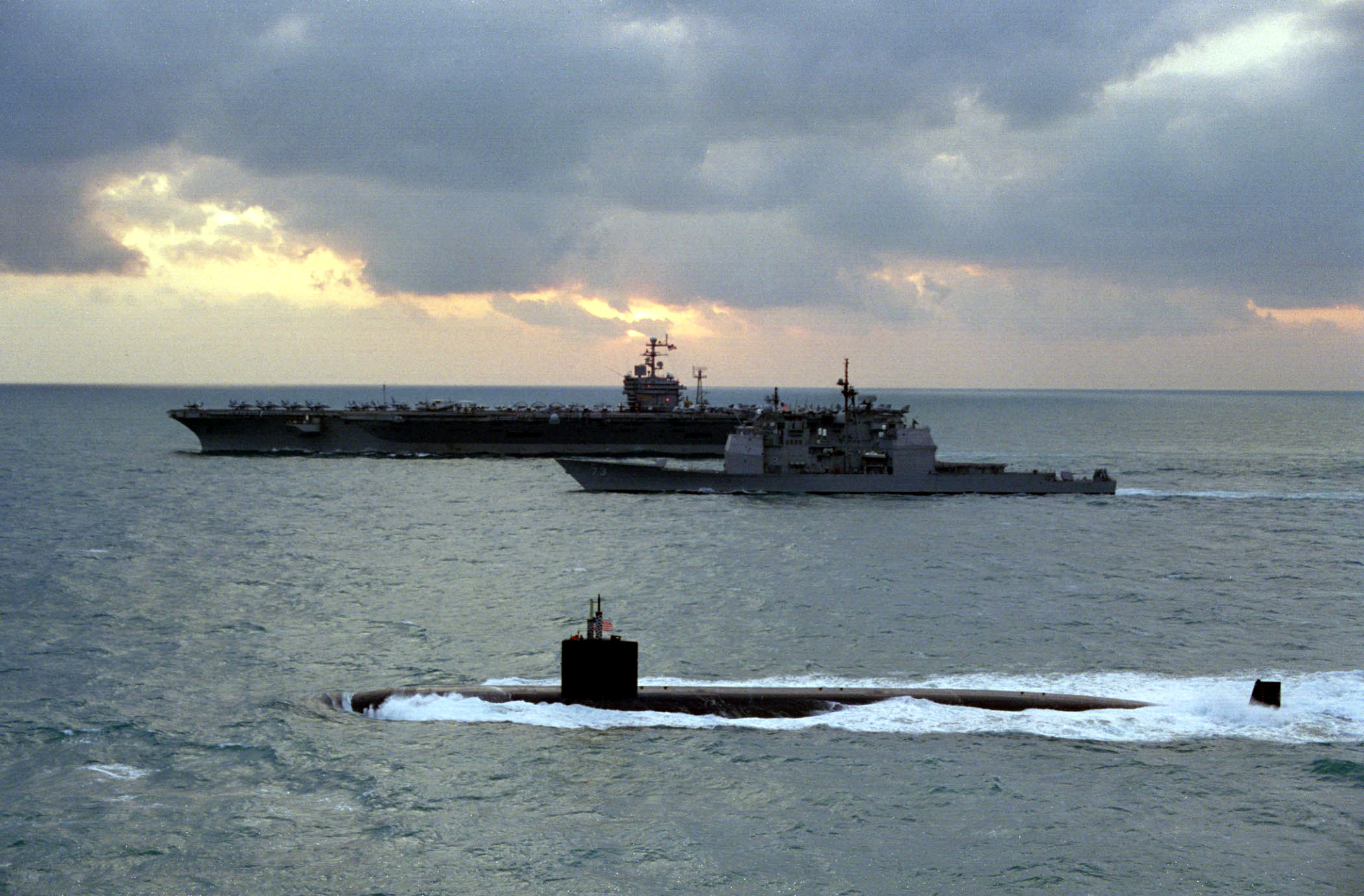
Annapolis mit Port Royal und Nimitz (hinten)

Durch das Mitführen der UGM-109 Tomahawk haben U-Boote der Los-Angeles-Klasse die Fähigkeit, Landziele anzugreifen. Boote der Klasse waren bereits mehrmals an Angriffen mit diesen Cruise-Missiles beteiligt, so während Operation Desert Storm 1991, beim Angriff auf eine vermeintliche Chemiewaffenfabrik im Sudan 1993, im Jahr 2001 im Krieg in Afghanistan sowie 2003 im dritten Golfkrieg.
Für den Einsatz gegen U-Boote führen die Einheiten der Los-Angeles-Klasse bis zu 24 Torpedos Mark 48 ADCAP mit. Mit diesen drahtgesteuerten Torpedos können die U-Boote mehrere Ziele gleichzeitig bekämpfen. Gegen Überwassereinheiten können neben den Mark 48 ADCAP auch Seezielflugkörper vom Typ UGM-84F Sub-Harpoon eingesetzt werden. Außerdem sind die Boote zur Verlegung von Seeminen befähigt.
Kein U-Boot der Klasse wurde bisher in einer Kampfsituation gegen ein Seeziel eingesetzt, es fanden lediglich Versenkungen im Rahmen sogenannter SINKEX (Sinking Exercise, deutsch: Versenkungsübung) statt. Außerdem wurden einige ausgemusterte Schiffe als künstliche Riffe versenkt, wie das der New Carissa am 11. März 1999 durch die Bremerton.
Die Los-Angeles-Klasse übernimmt ebenfalls Geleitschutzaufgaben. So gehören einer Flugzeugträgerkampfgruppe für gewöhnlich zwei U-Boote an, die zusammen mit den Schiffen des Überwassergeleitschutzes (mehreren Kreuzern und Zerstörern) und Helikoptern nach Unterwasserzielen suchen. Die U-Boote operieren dabei außerhalb des Ringes der Geleitschutzschiffe, wobei meist ein U-Boot vorausfährt, während das andere sich zurückfallen lässt und im Kielwasser der Gruppe nach Verfolgern sucht. Eine andere Taktik ist, dass beide Boote vor der Kampfgruppe fahren, eines jeweils vorsprintet, stoppt und für einen gewissen Zeitraum auf Bedrohungen lauscht, während das zweite Deckung gibt. Die beiden U-Boote wechseln sich in ihrer Aufgabe bei diesem Verfahren regelmäßig ab.
Die U-Boote der Los-Angeles-Klasse sind sogenannte Jagd-U-Boote (englisch: Hunter/Killer sub, deutsch: Jäger/Vollstrecker). Im Kalten Krieg war es ihre vorrangige Aufgabe, sowjetische Raketen-U-Boote (SSBN) auf ihren Patrouillenfahrten vor den amerikanischen Küsten und später auch modernere sowjetische SSBNs in heimatnahen, sogenannten Bastionen zu beschatten und im Falle eines drohenden Atomangriffs zu versenken. Auch nach dem Ende des Kalten Krieges gehen die U-Boote der Los-Angeles-Klasse regelmäßig auf Patrouillenfahrt. Ziele solcher Einsätze sind neben russischen und chinesischen Gewässern die Krisenregionen in Asien (Formosastraße, Nordkorea) und der Persische Golf.
Weitere Einsatzmöglichkeiten der 688er sind die Foto-, Funk- und Sonar-Aufklärung und die Durchführung geheimdienstlicher Einsätze wie zum Beispiel Kommandounternehmen. So können sie mit ihren Antennen elektronische Aufklärung (ELINT) sowie elektronische Unterstützungsmaßnahmen (ESM) betreiben. Für optimale Ergebnisse müssen die Boote sehr nah an die Küste fahren und dabei auch Hoheitsgewässer souveräner Staaten verletzen. Eine weitere Aufgabe, die Los-Angeles-Einheiten übernehmen können, ist die Foto-Aufklärung neuer Einheiten ausländischer Marinen sowie die akustische Aufklärung, etwa dem Aufnehmen von Schraubengeräuschen und die Aufzeichnung von Schiffsgeräusch-Profilen.
Außerdem sind die Boote der Klasse geeignet, Sondereinheiten wie SEAL-Teams vor fremden Küsten abzusetzen und nach der Mission wieder aufzunehmen.

## Unfälle

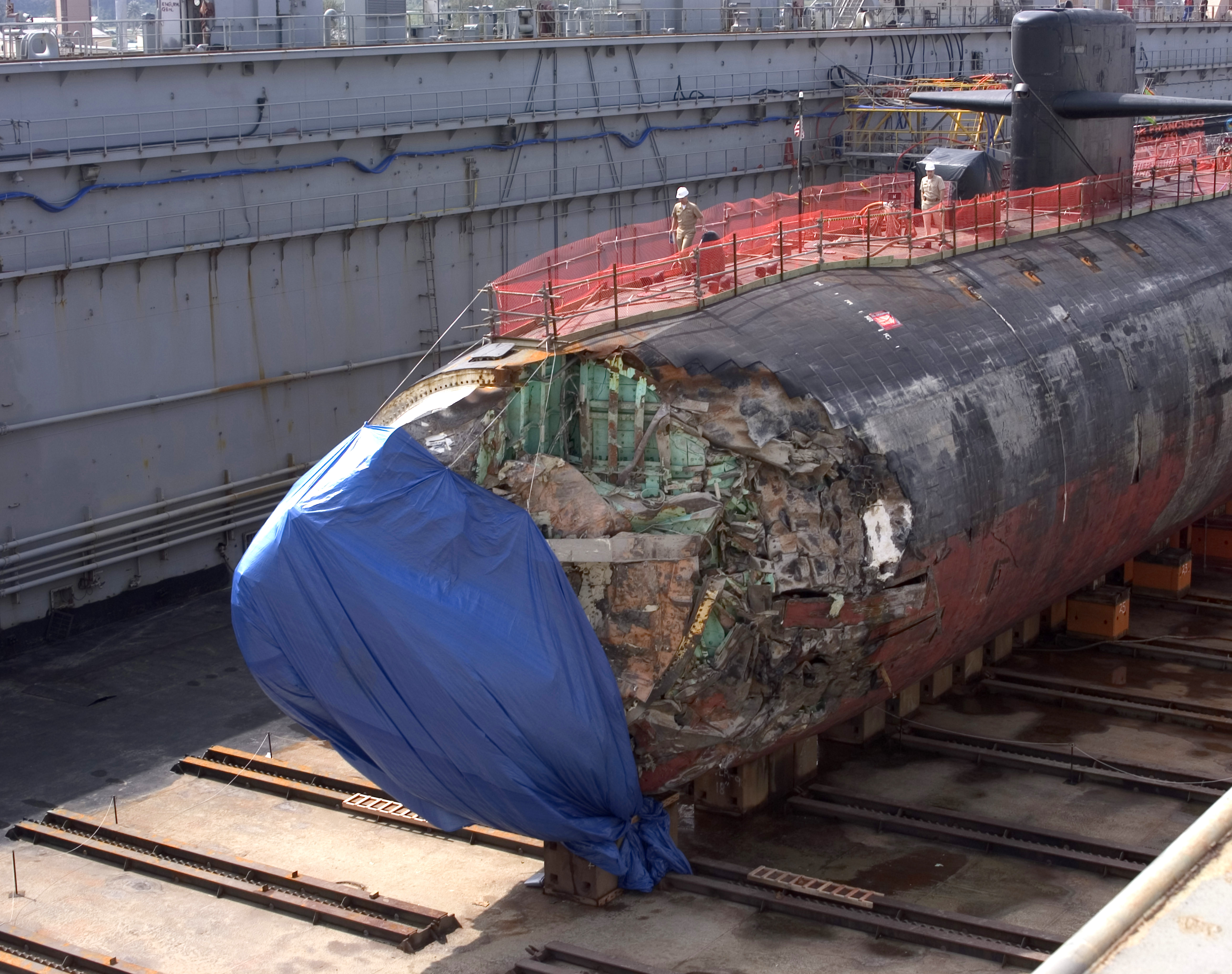
Der zerstörte Bug der San Francisco

Bislang ist keine Einheit der Los-Angeles-Klasse verlorengegangen, dennoch gab es eine Reihe von Unfällen unter Beteiligung dieser Bootsklasse. Neben kleineren Feuern auf U-Booten der Los-Angeles-Klasse kam es zu Kollisionen und Grundberührungen.
1986 ereignete sich eine Kollision zwischen der Augusta und der sowjetischen K-279 im Atlantik. Einen weiteren Zusammenstoß gab es 1992 zwischen Baton Rouoge und K-239 in der Barentssee. Bei keinem dieser Zwischenfälle gab es Verletzte.
Der in den Medien am stärksten beachtete Zwischenfall fand am 9. Februar 2001 rund neun Seemeilen vor Diamond Head vor Hawaii statt, als die Greeneville bei einem zu Übungszwecken durchgeführten Notauftauchmanöver das japanische Fischereischulschiff Ehime Maru rammte, woraufhin das japanische Schiff aufgrund seiner starken Beschädigungen in sehr kurzer Zeit versank. Dabei kamen neun japanische Seeleute ums Leben. Kritisiert wurde später, dass bei diesem Manöver eine an Bord befindliche Besuchergruppe in der Kommandozentrale anwesend war.
Wiederholt kam es zu Grundberührungen, die teilweise großen Schaden am betroffenen U-Boot anrichteten. Der folgenschwerste Vorfall dieser Art ereignete sich am 8. Januar 2005, als die San Francisco mit 35 Knoten (etwa 65 km/h) gegen einen unterseeischen Berg lief, wobei ein Besatzungsmitglied ums Leben kam und 97 weitere verletzt wurden.
Am 13. Oktober 2012 kam es zu einer Kollision zwischen dem U-Boot Montpelier und dem Lenkwaffenkreuzer San Jacinto. Nach Angabe der US Navy wurde niemand verletzt und beide Schiffe konnten aus eigener Kraft weiterfahren. Die Nachrichtenagentur Reuters berichtete unter Berufung auf eine anonyme Quelle, dass die Sonarkuppel des Kreuzers beschädigt wurde.

## Trivia
- In vielen von Tom Clancys Romanen spielen U-Boote der Los-Angeles-Klasse eine wichtige Rolle, unter anderem die Dallas in Jagd auf Roter Oktober. Die Chicago ist ein wichtiger Schauplatz in seinem Roman Im Sturm, die Cheyenne hat eine Hauptrolle im Roman SSN. Auch in den Romanen von Patrick Robinson drehen sich die Handlungen um Ereignisse mit U-Booten der Los-Angeles-Klasse.
- Auf der Leinwand wird die Los-Angeles-Klasse vor allem in der Verfilmung Jagd auf Roter Oktober dargestellt. Die Dreharbeiten fanden an Bord der Houston statt.
- Als erstes Computerspiel wurde im Jahr 1988 die Simulation 688 Attack Sub der Firma Electronic Arts (EA) veröffentlicht. Hier war es möglich, ein U-Boot dieser Klasse auf dem PC zu bedienen und Kampfmissionen zu fahren. Aktueller und moderner sind die drei U-Boot-Simulationen von Sonalysts: In 688(I) Hunter/Killer, Sub Command und Dangerous Waters werden die U-Boote der Klasse relativ originalgetreu simuliert; der Spieler kann alle wichtigen Positionen auf den Booten bemannen und zahlreiche an der realen Weltlage orientierte Missionen bewältigen.